# Cliousclat
Cliousclat is een gemeente in het Franse departement Drôme (regio Auvergne-Rhône-Alpes) en telt 641 inwoners (1999). De plaats maakt deel uit van het arrondissement Valence.

## Geografie
De oppervlakte van Cliousclat bedraagt 9,6 km², de bevolkingsdichtheid is 66,8 inwoners per km².

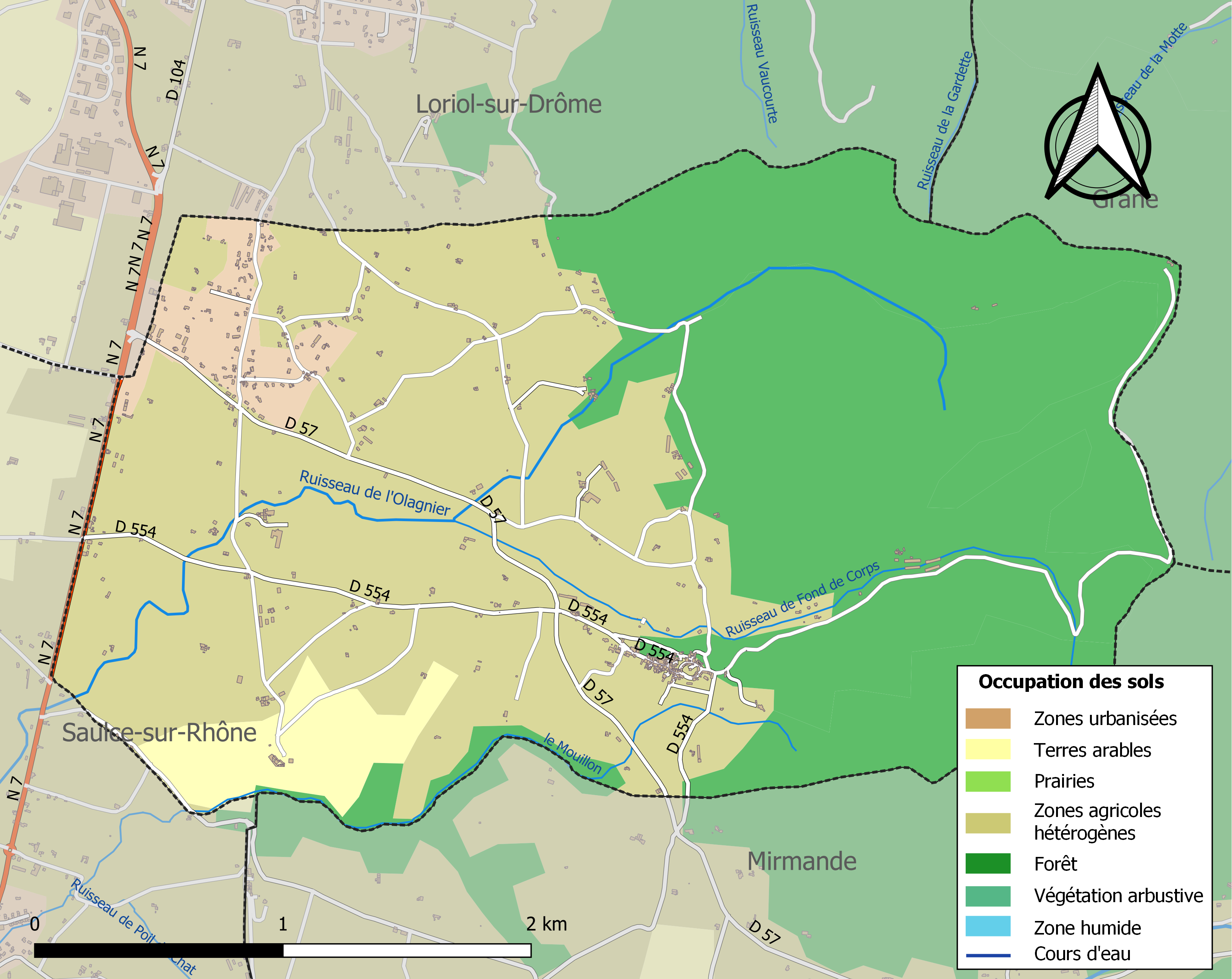
Kaart van de gemeente met belangrijkste infrastructuur, bodemgebruik en omliggende gemeenten

## Demografie
Onderstaande figuur toont het verloop van het inwonertal (bron: INSEE-tellingen).

## Trivia
Het eerste professionele jazzconcert van Michel Petrucciani vond plaats in Cliouscat.